# El Hajjamine

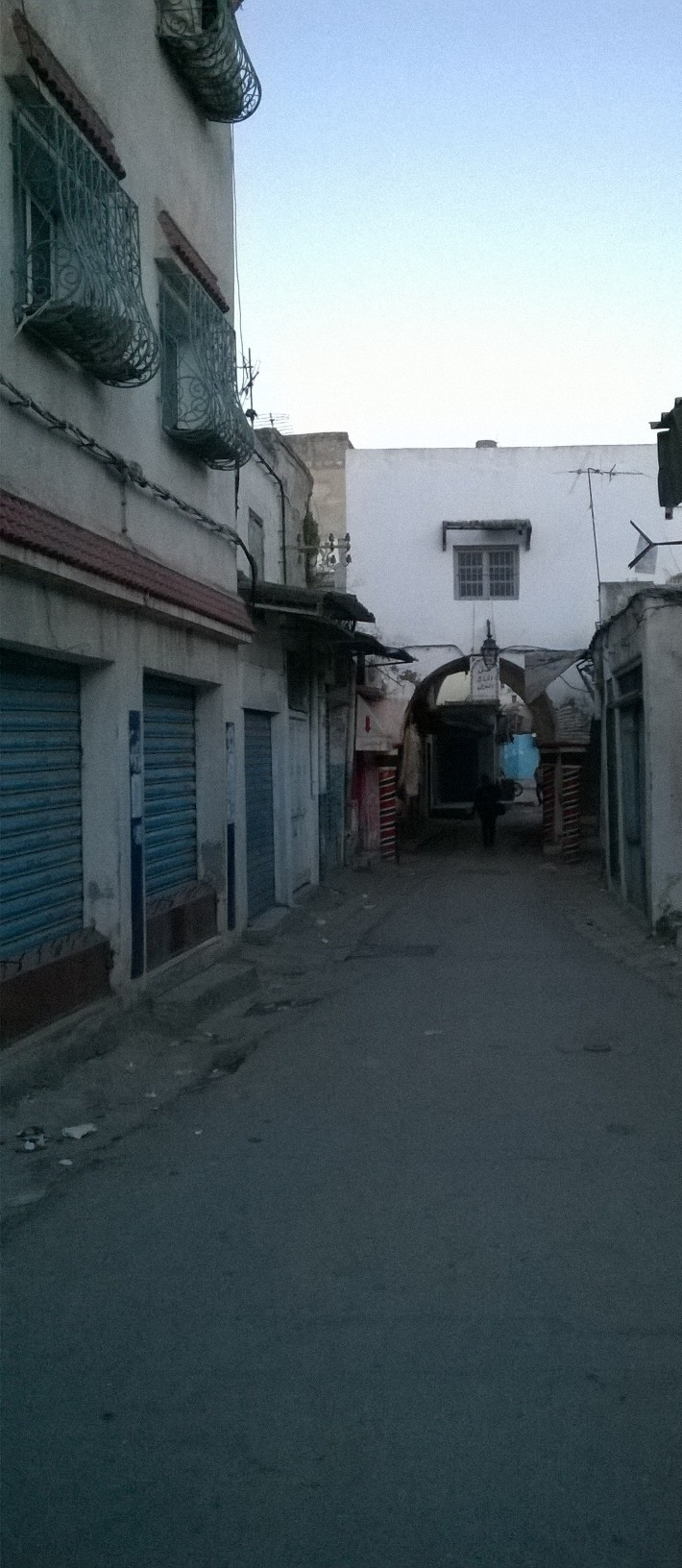
Vue du quartier d'El Hajjamine

El Hajjamine (arabe : الحجامين), aussi orthographiée El Hadjamine ou Hajamine, est un quartier du faubourg sud de la médina de Tunis, où on trouve le zaouïa de Sidi Madyane et la mosquée El Hajjamine, restaurée en 1931 par le cheikh El Haj Ahmed Ben Lamine.

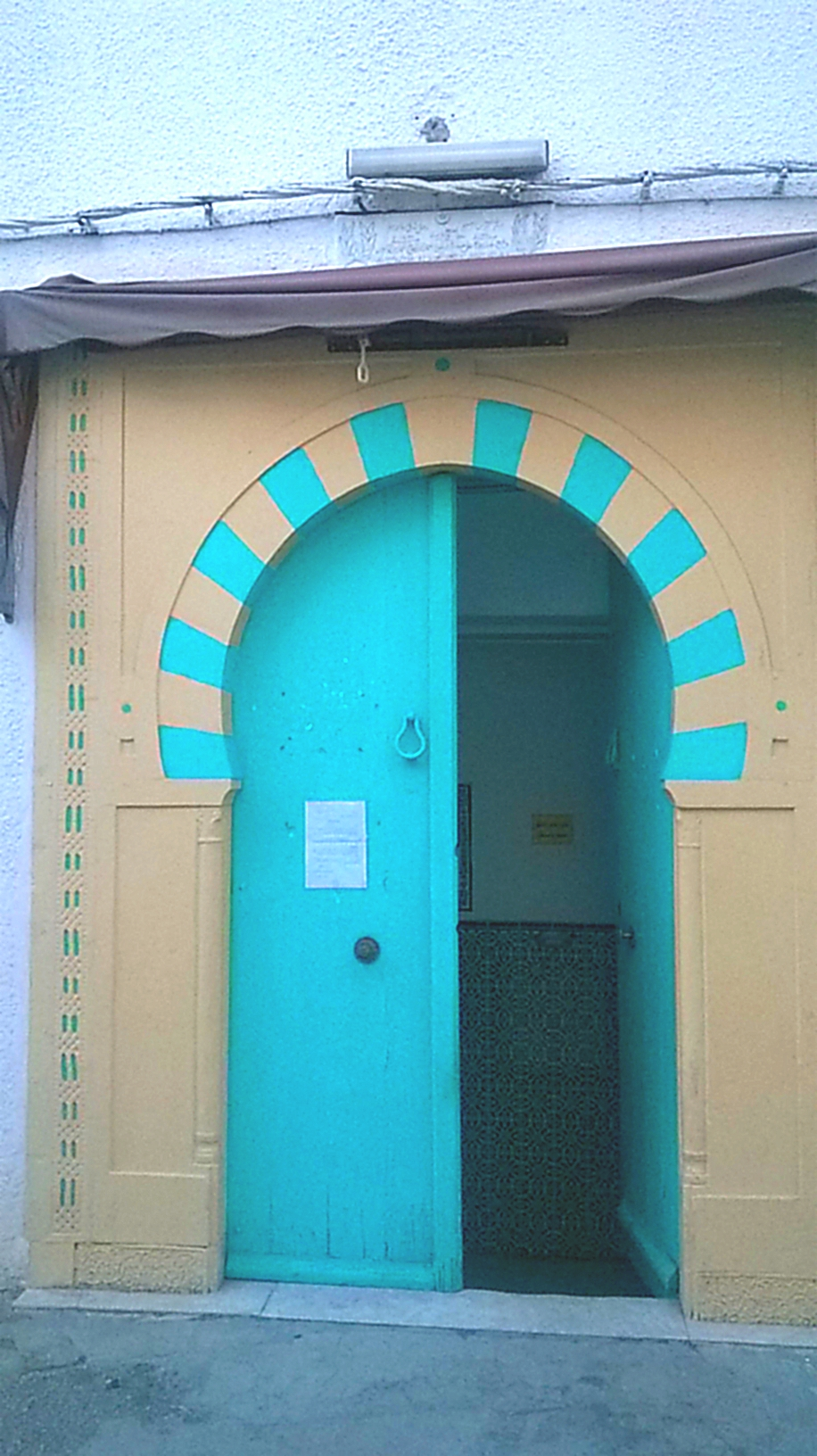
Porte de la mosquée El Hajjamine
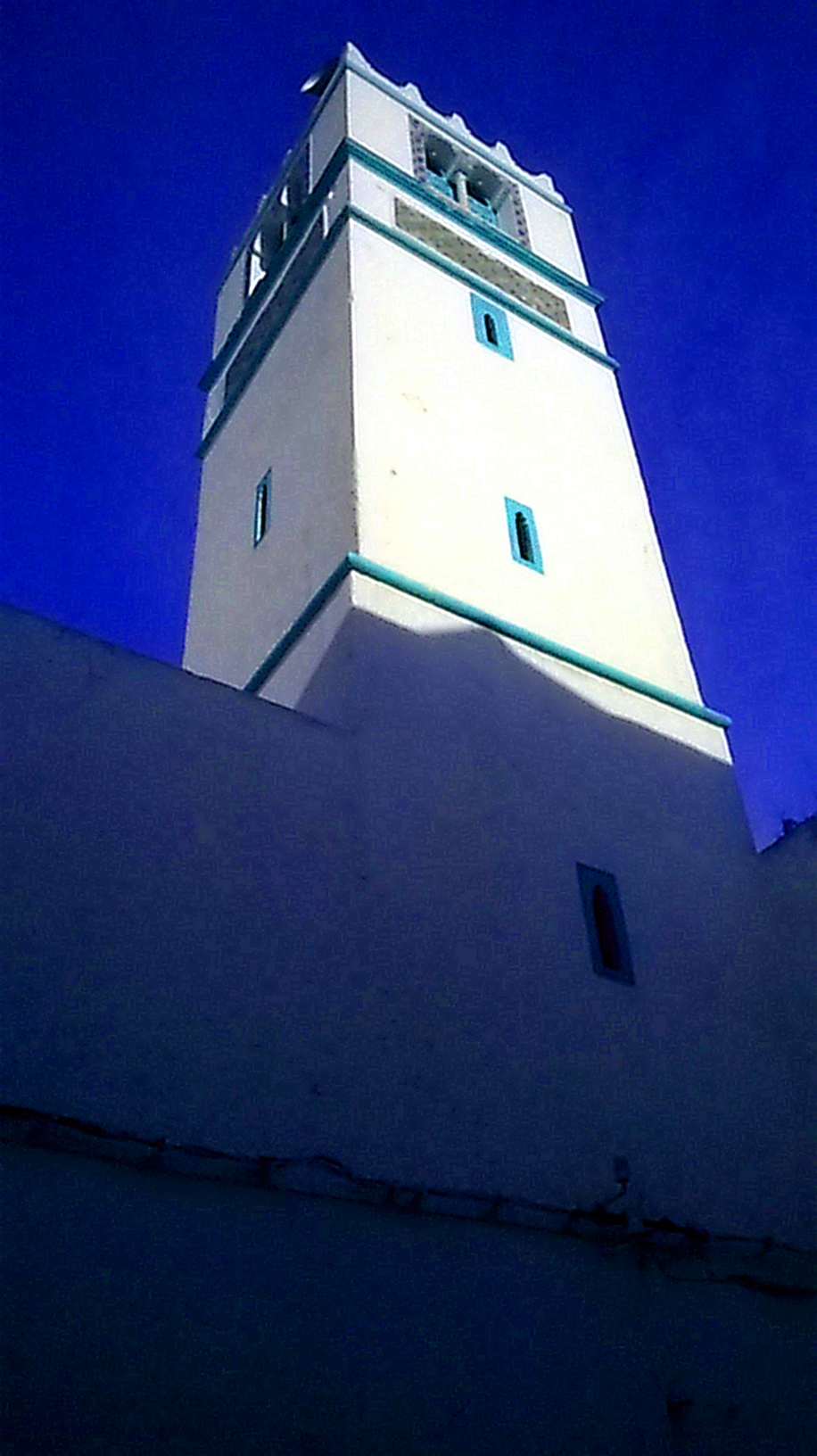
Minaret de la mosquée
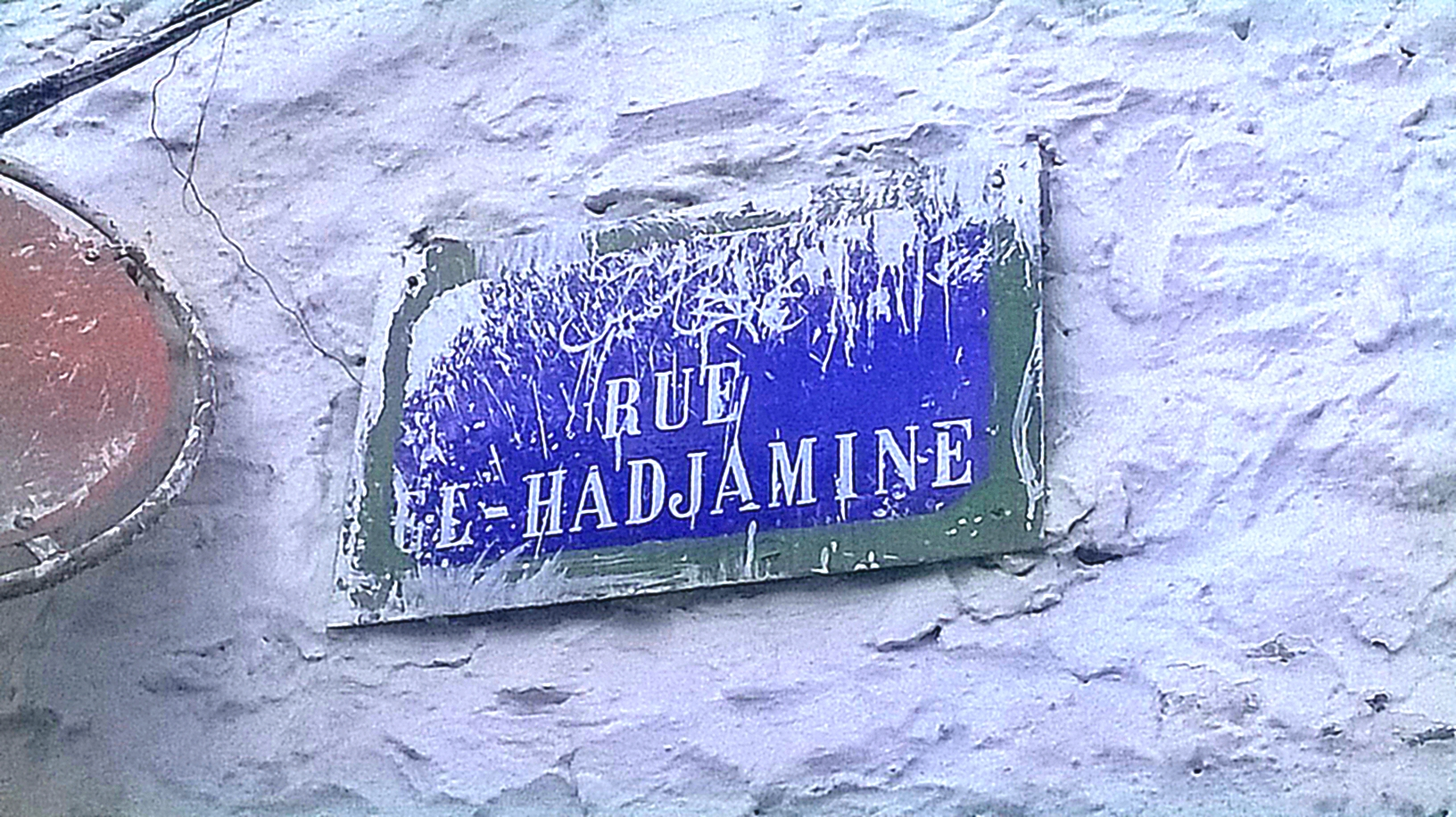
Plaque métallique indiquant la rue El Hadjamine, principale artère du quartier